# 커크 앨린
커크 앨린(영어: Kirk Alyn, 1910년 10월 8일 ~ 1999년 3월 14일)은 미국의 배우이다.

## 영화
- 원혼 작전 (1983년)
- 슈퍼맨 (1978년)
- 도나 리드 쇼 (1958년)
- 비기닝 오브 더 엔드 (1957년)
- 애심(영어판) (1956년)
- 세계가 충돌할 때 (1951년)
- 아톰 맨 대 슈퍼맨 (1950년)
- 레이더 패트롤 대 스파이 킹 (1949년)
- 연방요원 대 언더월드 주식회사 (1949년)
- 슈퍼맨 - 48년작 (1948년) - 슈퍼맨/클락 켄트 역
- 포 질스 인 어 지프 (1944년)
- 브로드웨이 리듬 (1944년)
- 옛날 옛적 (1944년)
- 럭키 조단 (1942년)
- 너무도 아름다운 당신 (1942년)